# Saint-Beauzire
Saint-Beauzire é uma comuna francesa na região administrativa de Auvérnia-Ródano-Alpes, no departamento de Alto Loire. Estende-se por uma área de 23,6 km². Em 2010 a comuna tinha 455 habitantes (densidade: 19,3 hab./km²).